# Újhelyi Károly
Újhelyi Károly (Ecser, 1911. május 1. – 2000. január) az orvostudományok kandidátusa.

## Élete
A Szent István reálgimnáziumban érettségizett, majd a kötelező katonai szolgálat letöltése után, 1931-től a Pázmány Péter Tudományegyetem Orvosi karán folytatja tanulmányait. Már harmadévesen tanulási célból bejár a Kór- és Mikrobiológiai Tanszékre dolgozni, és a kutató munkákban is részt vesz. 1937-ben kapja meg orvosi diplomáját.
Ugyanez év októberétől az Országos Közegészségügyi Intézet Parazitológiai Osztályán kezdte meg orvosi pályafutását. 1938-tól az Intézet Mándoki Malária állomását önállóan vezette, majd 1939 szeptemberétől az OKI Oltóanyagtermelési Osztályán dolgozott tiszteletdíjas orvosként. 1940 decemberében adjunktusnak nevezték ki, majd 1942-ben az Oltóanyag termelési Osztály vezetésével bízták meg.
A háború miatt 1943-ban a tihanyi Biológiai Intézetbe telepítették ki az osztályt, ahonnan 1946-ban került vissza az OKI-ba.
Az 1946-os Intézeti reform után először az Oltóanyag-termelő, majd egy újabb átszervezést követően, 1958-tól az Oltóanyag-kutató osztály állományához tartozott. Mindkét egységet megalakulásuktól kezdve 1980-ig (az osztály megszűnéséig) vezette. 1948-1950. között a Pasteur-, 1960–1963 között pedig a BCG-laboratórium is irányítása alá tartozott. 1981-ben, már a számára létesített Oltóanyag-termelő laboratóriumba került át, amelyet nyugdíjba vonulásáig irányított. Nyugdíjba vonulását követően a laboratórium megszűnt.
1948. március 15-én Kossuth-díjjal tüntetik ki. Ilyen módon hazánk első Kossuth díjas orvosainak egyike. A Kossuth díjat azon munkájának elismeréseként adományozták neki, hogy a háború után sok százezer, a frontról és hadifogságból hazatért, legyengült katona, valamint a lakosság jelentős részének életét mentette meg azzal, hogy mostoha körülmények között több százezer hastifusz elleni védőoltást állított elő.
1952-től az orvostudományok kandidátusa. 1959-től a Közegészségtan és járványtan szakorvosa.
Az 1950-es évek elején fejlesztette ki a pertussis (szamárköhögés) elleni védőoltást. 1940-től 1953-ig egyre többen kapták el ezt a betegséget Magyarországon is, mely a csecsemők, kisgyermekek súlyos, életveszélyes betegsége volt. Ekkoriban évi 60 ezer megbetegedést jelentettek be. Abban az időben Magyarországon évente átlagban 300 gyermek halt meg pertussis következtében. A Di-Per-Te oltást 1954-ben vezették be az újszülöttek kötelező oltásával, melyből a „Per” az Újhelyi Károly által kifejlesztett védőoltás. Ezután a betegség fokozatosan visszaszorult; 1985-től 1994-ig összesen 89 megbetegedést észleltek. Ma is évente 10 alatti a megbetegedések száma – a magyar gyermekgyógyászok nem is ismerik ezt a betegséget! A hatásos oltóanyag létezésének dacára azonban 2003-ban világszerte 17 millióan kapták el a szamárköhögést, 90%-uk a fejlődő országokban. Ugyanebben az évben 280 ezren bele is haltak ebbe a betegségbe.
1956 szeptemberétől 1980. júliusáig félállásban a II. kerületi Rendelőintézet Laboratóriumának főorvosa is volt. 
1980-ban a Magyar Népköztársaság Minisztertanácsa "Kiváló orvos" kitüntetését kapta, majd 1982-ben a Magyar Népköztársaság Elnöki Tanácsa a Munka Érdemrend arany fokozatával tüntette ki.
1982. július elsején vonult nyugállományba, de munkássága itt nem szakadt meg. 1969-től élete végéig foglalkozott a nőgyógyászati gyulladások megelőzésének és gyógyításának lehetőségével vakcináció segítségével. Kifejlesztette a laktobacillus vakcinát, amely a nőgyógyászati gyulladások különböző megnyilvánulásaiban összességében 95%-ban segíti teljes gyógyuláshoz e betegségekben szenvedő nőket. Mivel e gyulladások következményei a nők termékenységének számos problémáját okozzák, s a vakcináció e problémák jelentős részét kivédi, felfedezésével csökkenő népességünk jelentős javulását lehetne elérni, ha a tudományos világ foglalkozna vele és helyén értékelné azt.
Nevezetesen: 
1. a meddőség 30%-a minden más kezelés nélkül gyógyulna, vagy ki se alakulna,
2. a spontán vetélések fele megelőzhető lenne,
3. a koraszülések 40%-a szintén megelőzhető lenne,
4. a méhen belül sorvadt újszülöttek száma is 1/3-ára csökkenne.
5. ezenkívül a prosztatagyulladás és prosztata hypertróphia hatásos gyógyszere.

Újhelyi Károly vakcinája 1997. óta törzskönyvezett, gyógyszertárban orvosi rendelvényre kapható gyógyszer. (Magyarországon Gynevac szuszpenziós injekció néven van forgalomban, Korábban Svájcban, majd Németországban Gynatren néven a nem teljesen azonos, és aluldozírozott változatát gyártják.)
Dr Újhelyi Károly a magyar immunológiai kutatás elismert szakembere volt.
A járványok elleni küzdelem számára szükséges, kezdetben a diftéria és a hastífusz (egy ideig a lyssa), később a pertussis és a scarlatina, majd az influenza elleni oltóanyagok biztosítási kötelezettsége mellett kutató tevékenysége úgyszólván valamennyi fontosabb fertőző betegség (tífusz, diftéria, kolera, antrax, scarlatina, leptospirosis, brucellosis stb.) immunológiai problémáira kiterjedt. Jelentős szerepe volt a kombinált (Di-Per-Te, Ty-Te) oltóanyagok kidolgozásában és bevezetésében, az oltóanyagok optimális oldószereinek kiválasztásában, továbbá a lactobacillus-vaccina tömegtermelésére alkalmas technológia, valamint az oltóanyag-dozirozás hazai rendszerének kialakításában.
Eredményes kutatásokat végzett a védőoltások hatékonyságának növelési, illetve azok szervezeti reakciójának csökkentési lehetőségei érdekében. Ez irányú munkásságát nagyfokú technikai készsége és a klinikumban való jártassága jelentős mértékben elősegítette.
Munkásságáról 29 tudományos közlemény maradt fenn.
Éveken keresztül tagja volt a Magyar Mikrobiológiai Társaság Immunológiai szekciója elnökségének, a Magyar Allergológiai és Klinikai Immunológiai Társaság és a Magyar Immunológiai Társaság vezetőségének, valamint az MTA Állatorvos-tudományi Bizottsága Zoonózis albizottságának.
Feladatkörébe tartozott a külföldre utazók nemzetközileg előírt kötelező védőoltásainak beadása és adminisztrálása, amelyet az 1959-ben létesített Nemzetközi oltóközpont vezetőjeként, több mint 20 éven keresztül látott el.